# Christuskirche (Krummasel)

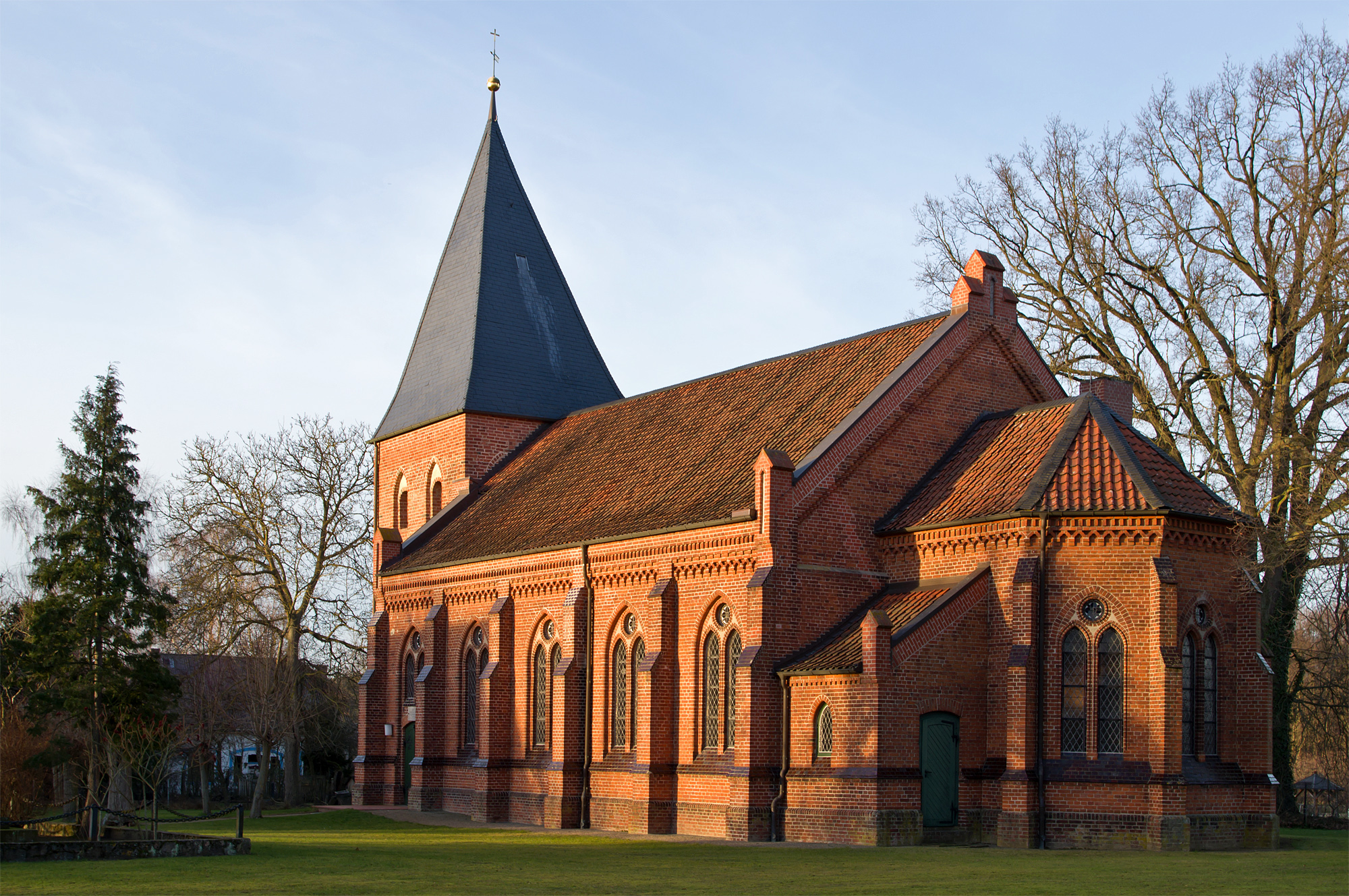
Seitenansicht der Christuskirche in Krummasel

Die Christuskirche ist eine evangelisch-lutherische Kirche in Krummasel, einem Ortsteil der Gemeinde Küsten in der Samtgemeinde Lüchow im niedersächsischen Landkreis Lüchow-Dannenberg. Sie wurde 1895 im neugotischen Baustil auf einem großen Platz errichtet und ist von einer langen Mauer umgeben. Früher lag der Kirchfriedhof um die Kirche herum.

## Geschichte
Baumeister der heutigen Kirche war Emil Busse aus Hitzacker. Er baute nur die eine Kirche in Krummasel und entwarf damit für ein Dorf im Wendland „eine kleine Kathedrale“. Zum Zeitpunkt der Errichtung war die Kirchengemeinde wesentlich größer und es gab mehr Einwohner als heute mit rund 100 Personen in Krumasel. 1880 gab es 978 Einwohner in den Dörfern der Kirchengemeinde Krummasel. 1931 waren es 900, 1950 etwa 1370 Gemeindemitglieder, darunter waren über 400 Heimatvertriebene.
Das erste Mal gründlich renoviert wurde die Kirche 1953. Dabei wurden sämtliche Wandmalereien übergetüncht und die Kirche erhielt eine elektrische Beleuchtung. Eine weitere Renovierung war in den Jahren von 1969 bis 1973 notwendig, da der Kircheninnenraum durch einen Schwelbrand in den 1960er Jahren völlig verrußt war. Bei der Renovierung wurden die Koksöfen durch Heizungen ersetzt und vermutlich alle Wände gestrichen. Die Orgel wurde 1973 völlig überholt, wofür die Gemeindemitglieder hohe Geldbeträge spendeten.

### Die alte Kirche
Über die Vorgängerkirche ist nicht viel bekannt. Sie war eine Feldsteinkirche und 3 m kürzer sowie 1,5 m schmaler als die heutige. Der Kirchturm stammte vermutlich aus dem 12. Jahrhundert. Die Kirche war ursprünglich katholisch und bestand bereits während des Dreißigjährigen Kriegs. Aus der abgerissenen Altarwand ging hervor, dass in der Kirche schon 1850 katholische Gottesdienste stattgefunden haben. Durch den Sturm am 29. Juli 1857 wurde der rote, schiefe Turm mit Schiefern, sogenannten Reitern, an der einen Seite abgedeckt. Der Kirchenvorstand ließ den Turm für 180 Reichstaler wieder mit Schiefern decken. Die alte Kirche wurde abgerissen und war vermutlich sehr baufällig. Es heißt aber auch, dass es einen Brand gegeben haben soll. 

### Bau der neuen Kirche
1891 beschloss der Kirchenvorstand, einen Kirchenfonds anzulegen, um die Kirche entweder nach drei Jahren zu renovieren oder um sie neu zu bauen. Durch die Fondsgründung wurden die Gemeindemitglieder für drei Jahre steuerlich verpflichtet. Genehmigt wurde die Steuer durch das Königliche Konsistorium in Hannover. Es wurde am 4. Mai 1894 beschlossen, eine neue Kirche an den alten Turm zu bauen. Der Auftrag zum Neubau wurde dem Maurermeister Emil Busse am 20. September 1894 erteilt. Busse hatte bereits im September 1894 einen Umriss der Kirche gezeichnet und dieser wurde vom hannoverschen Architekten Conrad Wilhelm Hase genehmigt. Für den Neubau reichten die zusätzlichen Steuern jedoch nicht aus, sodass Hauskollekten im Regierungsbezirk Lüneburg erbeten und bewilligt wurden. Die Gemeindemitglieder wurden zur Mitarbeit an der Kirche verpflichtet. Mit ihren Wagen mussten sie Steine aus der Ziegelei in Göttien heranfahren und außerdem Handlangerdienste beim Bau selber leisten. Bei Weigerung wurden mit Geldstrafe gedroht. Am 2. Mai 1895 begann der Abbruch der alten Kirche und im Juni der Neubau. Zwischenzeitlich gab es Schwierigkeiten mit der Qualität der Steine für das Mauerwerk. Der Kirchenvorstand ermahnte den Ziegeleibesitzer Wiegrefe wiederholt, nur gute und sortierte Steine zu liefern. Über den Eingängen (Nordeingang und Südeingang) sind Bibelsprüche auf Steintafeln angebracht. Bei der Schlusssteinlegung am 20. September 1895 wurden verschiedene Schriftstücke und sonstige Gegenstände in einen verlöteten Kasten gelegt, der bis heute unauffindbar ist.

## Glocken
Im alten Kirchturm hingen zwei Bronzeglocken. Dabei handelte es sich um eine große Glocke mit Schlagton f, deren Gussjahr unbekannt ist, und eine kleine mit Schlagton d aus dem Jahr 1717. Für Kriegszwecke im Ersten Weltkrieg wurde die größere Glocke 1917 eingeschmolzen. Nach dem Krieg wurde eine neue große Glocke gegossen. Sie hatte einen Durchmesser von 107 cm. 1940 sollte sie wieder eingeschmolzen werden, was verhindert werden konnte. Während des Zweiten Weltkriegs wurde die kleine Glocke mit einem Durchmesser von 68 cm abgenommen, sie konnte aber nach dem Krieg wieder zurückgeholt werden. Die große Glocke wiegt 16 Zentner und die kleine 4 Zentner. Die Glocken sind nicht gut aufeinander abgestimmt.

## Ausstattung
Die Kirche ist innen mit einem Altar, einer Kanzel, einer Orgel, einem Taufstein, Bänken und mit Fenstern mit bunten Gläsern ausgestattet. Der Altar und die Kanzel sind an den Kanten mit roten, grünen und goldenen Linien verziert.

### Orgel

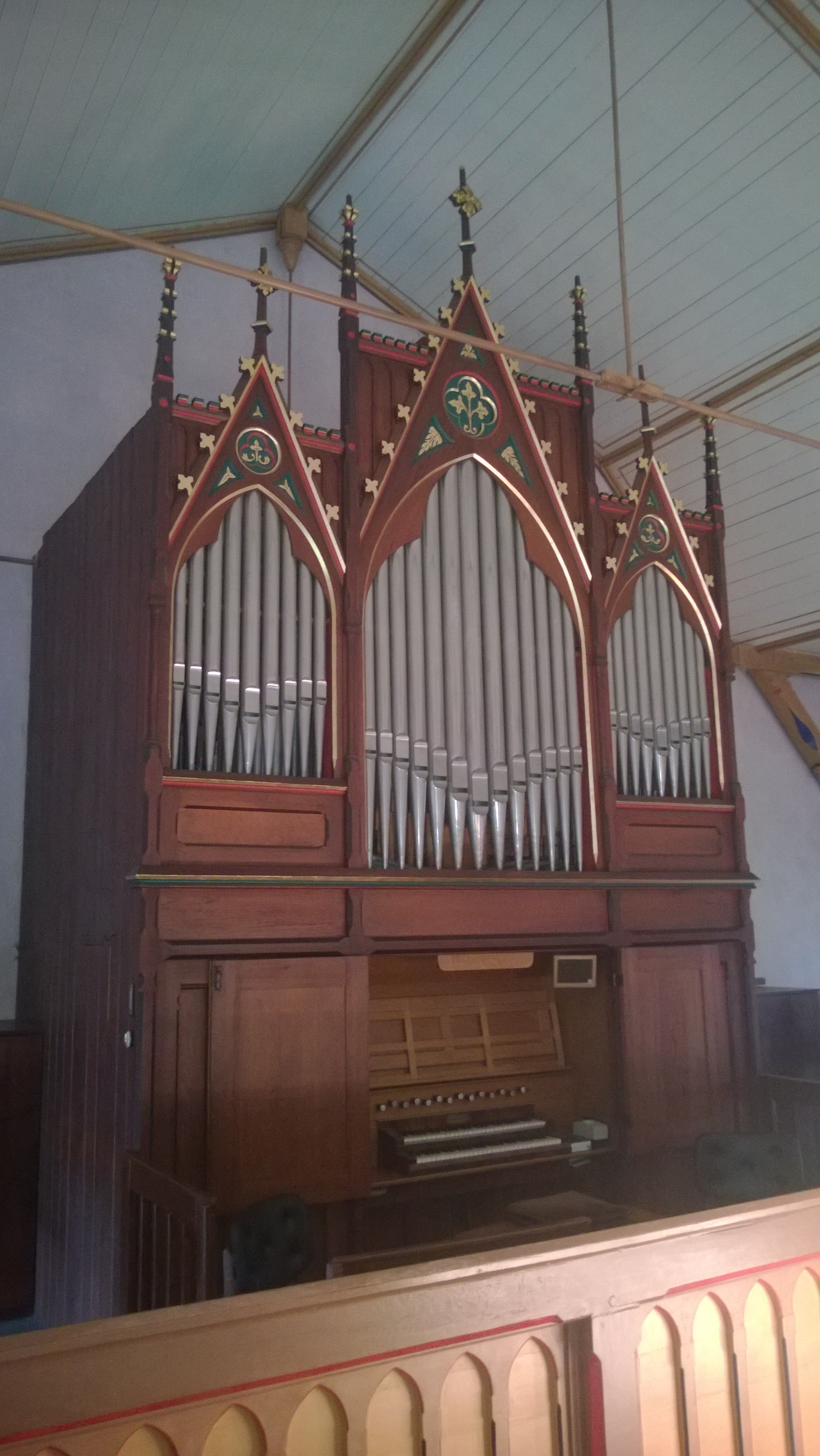
Orgel

Im Jahre 1895 entstand die Orgel in der Werkstatt von Furtwängler & Hammer in Hannover als opus 336. Hervorzuheben ist die Verwendung unterschiedlicher Ladensysteme: für die Manuale mechanische Kegellade, im Pedal pneumatische Kegellade. Anfang der 1970er Jahre wurde eine behutsame Änderung („Aufhellung“) der Disposition im II. Manual vorgenommen. Diese Klangveränderung wurde im Sommer 2011 durch die herstellende Orgelbauwerkstatt zurückgeführt. Danach ist in allen Registern das ursprüngliche grundtönige Klangbild wieder ungeschmälert vorhanden. Die Krummaseler Orgel besitzt einen reichen Fundus typisch spätromantischer Register mit streichendem, geschärftem Klang, der charakteristisch ist für Orgeln am Ende des 19. Jahrhunderts. 
| I. Manual C–f3 |               |     |
| 1.             | Bordun (ab G) | 16′ |
| 2.             | Principal     | 08′ |
| 3.             | Hohlflöte     | 08′ |
| 4.             | Gambe         | 08′ |
| 5.             | Octave        | 04′ |
| 6.             | Mixtur II–III |     |

| II. Manual C–f3 |                   |    |
| 7.              | Geigend Principal | 8′ |
| 8.              | Lieblich Gedackt  | 8′ |
| 9.              | Salicional        | 8′ |
| 10.             | Harmonieflöte     | 4′ |

| Pedal C-d1 |              |     |
| 11.        | Subbaß       | 16′ |
| 12.        | Principalbaß | 08′ |

- Koppeln: II/I, I/P, II/P
- Spielhilfe: Tutti-Tritt